# Championnat de France du décathlon féminin
 (signalé en juillet 2025).
Si vous disposez d'ouvrages ou d'articles de référence ou si vous connaissez des sites web de qualité traitant du thème abordé ici, merci de compléter l'article en donnant les références utiles à sa vérifiabilité et en les liant à la section « Notes et références ».
- Archive Wikiwix
- Bing
- Cairn
- DuckDuckGo
- E. Universalis
- Gallica
- Google
- G. Books
- G. News
- G. Scholar
- Persée
- Qwant
- (zh) Baidu
- (ru) Yandex

 (juillet 2025).
Le Championnat de France du décathlon féminin est une compétition annuelle du décathlon, discipline de l'athlétisme appartenant à la catégorie des épreuves combinées.
Crée en 2024 et organiser par la fédération française d'athlétisme, cette discipline, depuis longtemps réservée aux hommes, est en train de se développer chez les femmes.

## Éditions
| N° | Édition | Ville            | Date             | Stade            | Participantes |
| -- | ------- | ---------------- | ---------------- | ---------------- | ------------- |
| 1  | 2024    | Talence          | 13 et 14 juillet | Stade de Thouars | 12            |
| 2  | 2025    | Thonon-les-Bains | 26 et 27 juillet | Stade de Vongy   | 13            |

## Palmarès et statistiques

### Palmarès par édition
| N° | Édition | Vainqueur       |
| -- | ------- | --------------- |
| 1  | 2024    | Noémie Desailly |
| 2  | 2025    |                 |